# Гардакиркья
Гардакиркья (исл. Garðakirkja) — лютеранская церковь (кирха) в городе Аульфтанес на юго-западе Исландии. Здание расположено на холме в черте города. Храм принадлежит пробству Кьяларнеспроувастсдайми (исл. Kjalarnesprófastsdæmi).
Согласно старым картуляриям, церковь находилась на этом месте с давних времён, даже ранее, чем церковь в Бессастадире, датируемая XI веком.
До 1879 года церковь была деревянной. В этом же году началось строительство первой каменной церкви, которое завершилось в 1889 году.
В 1914 году храм стал приходить в запустение в связи с постройкой новой церкви в Хабнарфьордюре. К 1939 году здание пришло в аварийное состояние и было снесено.
С 1956 по 1966 год велись работы по восстановлению здания церкви. В 2006 году была проведена реставрация здания.
Нынешней настоятельницей храма является преп. Йоуна Хрёдн Бодладоттир (исл. Jóna Hrönn Bolladóttir); органист — Йоуханн Бальдвинссон (исл. Jóhann Baldvinsson).
Рядом с церковью находится небольшое кладбище.